# Chiesa di San Donato (Remedello)
La chiesa di San Donato Vescovo e Martire è la parrocchiale di Remedello Sotto, frazione del comune sparso di Remedello, in provincia e diocesi di Brescia; fa parte della zona pastorale della Bassa Orientale.

## Storia
La prima citazione di una chiesa a Remedello Sotto, anch'essa dedicata a san Donato d'Arezzo, risale al 1532 ed è contenuta nel Catalogo queriniano, da cui si apprende che era inserita nella quadra Asule, che aveva un beneficio di 30 Ducati e che era retta da un certo pre' Antonio de Cays.
La nuova parrocchiale venne edificata nel 1744, quando era retta da don Quinto Ruggeri; la consacrazione fu poi celebrata nel 1774 dall'abate commendatario di Asola Giovanni Battista Badoer, come attestato da una lapide posta nella controfacciata.
Nel 1789 la parrocchia divenne arciprebenda e in quell'anno don Pietro Chizzola redasse un documento in cui si leggono diverse notizie di vario carattere, tra le quali quella che in paese, oltre a quella di San Donato, sorgeva la chiesa di San Vigilio e che nelle campagne circostanti la cappella di San Giovanni.
Nel 1954 partì un generale intervento di ristrutturazione, che venne poi portato a termine nel 1957, come ricordato da una seconda lapide della controfacciata, in cui si leggono le parole "Restaurata e decorata dalla pietà dei fedeli negli anni 1954-57 a ricordo della definizione del Dogma dell'Assunta e del I centenario dell'Immacolata".
Il 14 aprile 1989, come stabilito dal Direttorio diocesano per le zone pastorali, la parrocchia entrò a far parte della neo-costituita zona pastorale della Bassa Orientale.

## Descrizione

### Esterno
La facciata della chiesa, che volge ad est, è suddivisa da una cornice marcapiano dotata di fregio composto da triglifi e da metope in due registri, entrambi scanditi da lesene; l'ordine inferiore presenta il portale d'ingresso sovrastato dal timpano mistilineo, mentre quello superiore, coronato dal frontone triangolare, su cui si trovano degli acroteri e dei pinnacoli e nel quale è i serito un cartiglio recante la scritta "D.O.M ET SAN DONATO DICATUM", è caratterizzato da una finestra a tutto sesto ribassato.

### Interno
L'interno dell'edificio è costituito da un'unica navata, sulla quale si aprono due cappelle per lato e le cui pareti, adornate da affreschi e da rilievi, sono scandite da lesene composite sorreggenti il cornicione, sopra il quale s'imposta la volta a vela.

Al termine dell'aula si sviluppa il presbiterio di pianta rettangolare, chiuso dall'abside di forma semicircolare.